# Jairo Reinaldo Cala
Jairo Reinaldo Cala Suárez (Palmar, Santander 3 de noviembre de 1964), conocido también como Jairo Quintero o Jairo Mechas, es un exguerrillero y político colombiano. Fue combatiente de las Fuerzas Armadas Revolucionarias de Colombia - Ejército del Pueblo desde 1982 hasta su desmovilización en 2017 pasando al actual partido Comunes, actual miembro de la Cámara de Representantes para el periodo 2018-2022 y 2022 -2026.

## Biografía
Nacido en Palmar (Santander). Ingresó a las FARC-EP en 1982, en el Frente 12, de allí fue trasladado al Frente 10 en Arauca y luego al Bloque Magdalena Medio de las FARC-EP. Hizo parte del Consejo Nacional de Reincorporación. Fue uno de los excomandantes que reconoció la responsabilidad de las FARC-EP por secuestros.
Luego de su desmovilización hace parte de la  Cámara de Representantes, por el partido Comunes para el periodo 2018-2022.
Ha sido llamado a rendir versión a la Jurisdicción Especial para la paz, por el reclutamiento de menores.
Actualmente es estudiante de Administración Pública en la Corporación Unificada Nacional de Educación Superior.